# 吉永真樹
吉永 真樹（よしなが まき、1973年10月18日 - ）は、日本のフリーアナウンサー。

## 来歴
福岡県北九州市出身。福岡県立八幡高等学校、純真女子短期大学英文科卒業。高校在学時には放送部に所属していた。また短大在学時には、RKB毎日放送のアナウンサーであった人物からアナウンスの研修を受けている。
短大卒業後にはRKB映画社に所属し、1995年4月から九州電力社内テレビのキャスターを務めていた。
RKB映画社を退社後、1997年4月に熊本県民テレビ (KKT) に入社。同局のアナウンサーになり、その翌年に日本テレビ『ズームイン!!朝!』の熊本担当キャスターに就任した。番組が2001年10月に『ズームイン!!SUPER』にリニューアルしてからも、2007年に熊本県民テレビを退社するまでキャスターを務め続けた。私生活では、2001年に結婚した。
その後は熊本市内にある芸能事務所「桃」に所属し、ナレーションの仕事やブライダルの司会業務を主とした活動を展開。またボランティアで、学校や公民館での読み聞かせも行っている。

## 担当番組
脚注の無いデータは、すべて桃公式サイトに掲載されているプロフィールからの参考。
- さわやかハーモニー[1]
- ズームイン!!朝!（日本テレビ） - 熊本担当キャスター
- ズームイン!!SUPER（日本テレビ） - 熊本担当キャスター
- KKTニュースD[4]
- テレビタミン - 企画・中継リポーター、「テレビタニュース」ナレーター